# OverDrive (informatique)
Pour les articles homonymes, voir overdrive.
Un overdrive, à ne pas confondre avec le surfréquençage, est un processeur ou un kit d'évolution qui permet de remettre une machine au goût du jour tout en améliorant ses performances.
Son principe est de faire accepter par la carte mère un circuit plus rapide que ceux pour lesquels elle était prévue. L'avantage de ce type de solution est la rapidité de l'intervention sur l'ordinateur, qui souvent se limite au simple remplacement du processeur. Ses inconvénients sont dans le risque d'incompatibilité avec certaines cartes mères et un prix souvent élevé.
Un autre inconvénient réside dans l'incompatibilité entre les slots et les sockets utilisés. Pour résoudre ce problème, certaines sociétés fournissent des kits comprenant un socket qui fait la connexion entre celui situé sur la carte mère et celui du processeur. Par exemple, en son temps, une société avait vendu de nombreux kits permettant de réaliser l'overdrive des Intel 486 DX avec un AMD K5.